# Stardust (Band)
Stardust war ein französisches Musikprojekt in den späten 1990er Jahren, bestehend aus dem Daft-Punk-Mitglied Thomas Bangalter, dem Sänger Benjamin Diamond und dem Produzenten Alan Braxe (Alan Braxe & Fred Falke). Sie sind dem French House zuzuordnen. 

## Hintergrund
Die einzige Veröffentlichung des Trios war 1998 die Single Music Sounds Better with You. Unmittelbar nach dieser Single trennten sich die Wege der drei Musiker wieder, obwohl Bangalter drei Millionen Dollar für die Produktion eines ganzen Stardust-Albums angeboten wurden. 
Das bei Music Sounds Better with You benutzte Sample stammt aus dem zweiten Takt von Chaka Khans Fate vom Album What Cha’ Gonna Do for Me aus dem Jahr 1981.

## Auszeichnungen für Musikverkäufe
| Goldene Schallplatte - Belgien - 1998: für die Single Music Sounds Better with You - Italien - 2024: für die Single Music Sounds Better with You | Platin-Schallplatte - Australien - 1998: für die Single Music Sounds Better with You |

Anmerkung: Auszeichnungen in Ländern aus den Charttabellen bzw. Chartboxen sind in ebendiesen zu finden.
| Land/RegionAuszeichnungen für Musikverkäufe (Land/Region, Auszeichnungen, Verkäufe, Quellen) | Silber  | Gold     | Platin     | Verkäufe  | Quellen     |
| -------------------------------------------------------------------------------------------- | ------- | -------- | ---------- | --------- | ----------- |
| Australien (ARIA)                                                                            | —       | —        | Platin1    | 70.000    | aria.com.au |
| Belgien (BRMA)                                                                               | —       | Gold1    | —          | 25.000    | ultratop.be |
| Frankreich (SNEP)                                                                            | Silber1 | —        | —          | 125.000   | infodisc.fr |
| Italien (FIMI)                                                                               | —       | Gold1    | —          | 50.000    | fimi.it     |
| Vereinigte Staaten (RIAA)                                                                    | —       | Gold1    | —          | 500.000   | riaa.com    |
| Vereinigtes Königreich (BPI)                                                                 | —       | —        | 3× Platin3 | 1.800.000 | bpi.co.uk   |
| Insgesamt                                                                                    | Silber1 | 3× Gold3 | 4× Platin4 |           |             |